# Paleocenní–eocenní teplotní maximum

Vývoj průmerné teploty na zemi za poslednách 500 milionů let. Paleocenní eocenní teplotní maximum je na obrázku vyznačeno zkratkou PETM.

Paleocenní–eocenní teplotní maximum (anglicky Paleocene–Eocene Thermal Maximum, zkráceně PETM; případně Eocene Thermal Maximum 1, zkráceně ETM1) je označení pro klimatickou událost na přelomu paleocénu a eocénu před asi 56 miliony lety. Podle odhadů došlo během 6000 let k vypuštění tisíců gigatun uhlíku do atmosféry, což vedlo k přechodnému zvýšení průměrné teploty o 2 °C po následujících 200 tisíc let.  Nutno dodat, že zemské klima bylo už v době před touto událostí velmi teplé, a v kombinaci s tímto oteplením se stalo ještě teplejším. Ve srovnání se současností byla průměrná globální teplota vyšší až o 14 °C.
Hlavní příčinou těchto vysokých teplot byla právě atmosféra nasycená skleníkovými plyny, jejichž koncentrace v atmosféře v tomto období dosahovala hodnot až přes 3000 ppm. Tedy mnohonásobně více než v roce 2024, kdy byla hodnota „pouhých“ 425 ppm.

## Průběh
Samotné příčiny PETM nejsou zcela jasné, často bývá uváděno náhlé uvolnění metanhydrátů z mořských sedimentů vyvolané masivní vulkanickou erupcí. Metanhydráty byly patrně sekundární, kdežto hydrotermální průduchy primární příčinou. Vulkanismus ale také mohl oddělit Arktidu od Atlantiku a změnit oceánské proudy. I astronomické příčiny (Milankovičovy cykly) mohly hrát roli. Vulkanismus v Severním Atlantiku je však patrně hlavní příčinou a vrcholil v době před 56 až 54 miliony let.
Třebaže jenom málo skupin prodělalo velké vymírání, následkem událostí došlo k dramatickým změnám ve složení fauny a flóry na souši i v oceánech. Došlo k masivnímu úbytku bentických dírkonošců, jejich diverzita poklesla o 30 až 50 %. Na souši zmizely některé paleocenní skupiny, avšak objevují se naopak sudokopytníci, lichokopytníci a z období na přelomu paleocénu a eocénu také pocházejí nálezy prvních euprimátů. Začala se rozšiřovat zoogamie na úkor anemogamie.
V průběhu této události se hladiny oceánů ohřály v průměru asi o 2 °C a výrazně se také snížilo pH oceánských vod. Na souši došlo k posunu podnebných pásů směrem k pólům.
Po PETM se globální teploty vrátily na úroveň před PETM, avšak během takzvaného eocenního klimatického optima došlo k návratu globálních teplot na úroveň blízké úrovni během PETM. Následoval trvalý přechod k chladnějšímu klimatu, s vyvrcholením a prudkým poklesem teplot na přelomu eocénu a oligocénu před 34 miliony lety.